# Blagdon
Blagdon est un village et une paroisse civile du Somerset, en Angleterre. Il est situé dans l'autorité unitaire du North Somerset, à une vingtaine de kilomètres à l'est de la ville de Weston-super-Mare, et surplombe le lac de Blagdon (en), dans la vallée de la Chew. Au moment du recensement de 2001, il comptait 1 172 habitants.
Le poète John Langhorne (en) (1735-1779) et le religieux calviniste Augustus Toplady (1740-1778) ont vécu à Blagdon.